# J. D. Salinger
Pour les articles homonymes, voir Salinger.
Œuvres principales
- L'Attrape-cœurs, 1951
- Franny et Zooey, 1961

J. D. Salinger, nom de plume de Jerome David Salinger [dʒeˈrəʊm ˈdeɪvɪd ˈsælɪndʒɚ], né le 1er janvier 1919 à New York et mort le 27 janvier 2010 à Cornish dans le New Hampshire aux États-Unis, est un écrivain américain.
Il se fait connaître en 1948 avec des nouvelles parues dans le magazine américain The New Yorker et c'est avec le roman L'Attrape-cœurs (titre original : The Catcher in the Rye) qu'il devient célèbre. Traitant de l’adolescence et du passage à l’âge adulte, ce livre, devenu un classique du genre, connaît une popularité importante depuis sa parution en 1951. Les thèmes majeurs de Salinger sont l'abandon de l'enfance et le désenchantement de la jeunesse.
Connu pour avoir mené une vie de reclus, il ne fait aucune apparition publique et évite toute exposition médiatique à partir de la fin des années 1960. Sa dernière publication est une nouvelle épistolaire parue en juin 1965 et la dernière entrevue qu'il a accordée date de 1980.

## Biographie
Fils d’un père juif d'origine lituanienne et d’une mère catholique d'origines allemande et irlandaise (bien qu’il ait cru, jusqu'au moment de sa Bar Mitzvah, que sa mère était également juive), Jerome David Salinger est né à Manhattan (New York). Il a une sœur aînée, Doris, née en 1911. Son père, Solomon Salinger (dit Sol) est né à Chicago en 1888. Il est fils d'un rabbin de Louisville et vendait du fromage casher. Sa mère, Marie Jillich (dite Miriam), est née en 1891. Elle est originaire de l'Iowa et abandonne sa religion catholique pour la religion juive lors de son mariage en 1910. La famille quitte Chicago pour New York en 1912 et s’enrichit grâce à une entreprise d'importation d'aliments devenue prospère. Dans son enfance, Salinger fréquente les écoles publiques de l'Upper West Side où la famille réside depuis 1919, après avoir vécu dans le nord de Harlem. À partir de 1928, le jeune Jerome et sa sœur sont éduqués par une gouvernante anglaise. Puis, en 1932, la famille, souhaitant asseoir sa réussite sociale, déménage à Park Avenue dans l'Upper East Side et le jeune Salinger est inscrit dans une école privée : la McBurney School, dans laquelle ce dernier choisit de se faire appeler Jerry afin de s'intégrer plus facilement. À McBurney, il dirige l'équipe d'escrime, écrit pour le journal de l'école et participe à des pièces de théâtre. En 1934, il est renvoyé de l'école pour résultats insuffisants.

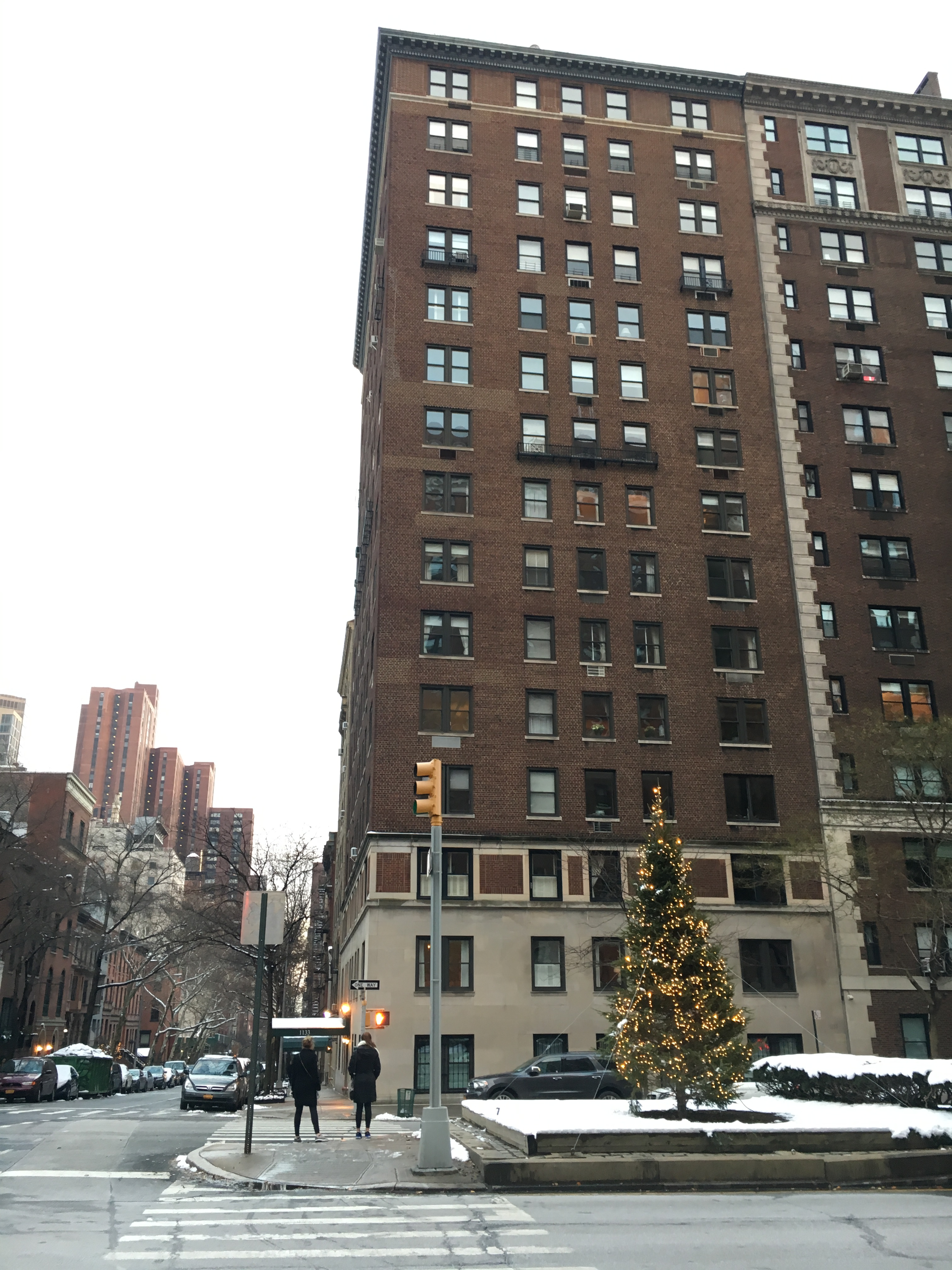
1133 Park Avenue à Manhattan où a grandi Salinger.

Salinger est donc ensuite inscrit comme pensionnaire à l'école militaire Valley Forge en Pennsylvanie, où il est accepté malgré un climat d'antisémitisme latent en cette période de Grande Dépression. C'est de cette école qu'il s'inspirera pour le lycée Pencey Prep dans L'Attrape-cœurs. La nuit, il commence à écrire des histoires dans son lit à l'aide d'une lampe de poche.
Le dossier scolaire de Salinger à Valley Forge révèle qu'il était un élève « médiocre » et turbulent bien que son QI soit estimé entre 111 et 115, c'est-à-dire légèrement supérieur à la moyenne. Il obtient son diplôme d'études secondaires en 1936.
La même année, Salinger entame sa première année à l'Université de New York. Il envisage d'étudier l'éducation de l'enfance puis abandonne ses études au printemps suivant.
Son père, qui l’encourage à améliorer son français et son allemand , l'incite à travailler comme traducteur dans son entreprise spécialisée dans l'importation de viandes à Vienne (Autriche) et dans la ville de Bydgoszcz (Pologne), espérant par la même occasion qu'il développera un goût pour les affaires. Son dégoût pour les abattoirs le conduit à un éloignement de son père, à qui, une fois adulte, il n'adresse plus la parole. Il serait devenu par ailleurs végétarien. Le 12 mars 1938, J. D. Salinger quitte l'Autriche un mois avant l'annexion de l'Autriche par l'Allemagne nazie.
En 1938, il étudie à l'Ursinus College de Collegeville en Pennsylvanie et écrit une chronique intitulée skipped diploma, comprenant des critiques de films. Il abandonne après un semestre. L'un de ses professeurs considère Salinger comme « le pire étudiant d’anglais de l’histoire du collège ».
En 1939, il fréquente l’université Columbia à New York et suit des cours d'écriture. Son professeur, Whit Burnett, également éditeur de Story Magazine, discerne rapidement un certain talent chez le jeune auteur.
Dans le numéro de mars-avril 1940 de Story, Burnett publie la première nouvelle de Salinger, The Young Folks, dont le thème est la vie de plusieurs jeunes adultes égoïstes et sans but. Burnett et Salinger continuent à correspondre pendant plusieurs années, jusqu’à ce qu’un différend les oppose à propos d’un recueil de nouvelles.

## Seconde Guerre mondiale
À la fin de 1941, Salinger intègre l'équipe d'un navire de croisière dans les Caraïbes.
La même année, il commence à soumettre ses nouvelles au New Yorker. Sept articles de Salinger sont rejetés par le magazine cette année-là.
En décembre 1941, le magazine accepte de publier Slight Rebellion off Madison, l'histoire d'un adolescent insatisfait appelé Holden Caulfield, souffrant de « tremblements d'avant guerre ».
Lorsque le Japon mène l'attaque de Pearl Harbor le même mois, ses écrits sont rendus « impubliables ». Salinger est dévasté. La nouvelle ne paraîtra dans le New Yorker qu'en 1946.
En 1942, Salinger commence à fréquenter Oona O'Neill, fille du dramaturge Eugene O'Neill. Il l'appelle souvent et lui écrit de longues lettres. Leur relation prend fin lorsque Oona rencontre Charlie Chaplin, qu'elle épouse.
Au printemps 1942, plusieurs mois après l'entrée des États-Unis dans la Seconde Guerre mondiale, Salinger est enrôlé dans l'armée où il combat avec la 4e division. Il est présent à Utah Beach le jour J, lors de la bataille des Ardennes et de la bataille de la forêt de Hürtgen.
Durant cette période, Salinger s'arrange pour rencontrer Ernest Hemingway, un écrivain qui l'a influencé et qui opère en tant que correspondant de guerre à Paris. Salinger est alors impressionné par la gentillesse et la modestie d'Hemingway, le trouvant plus « doux » en comparaison à sa réputation d'homme bourru.
Hemingway déclare à propos de l'écriture de Salinger : « Jésus, il a un talent infernal ». Les deux écrivains commencent à correspondre. En juillet 1946, Salinger écrit à Hemingway pour lui dire que leur rencontre a été un souvenir positif de la guerre. Salinger précise qu'il travaille à une pièce de théâtre à propos d'Holden Caulfield, le protagoniste de son histoire Slight Rebellion off Madison, et qu'il espère jouer le rôle lui-même.
Salinger est affecté à une unité de contre-espionnage, pour laquelle il utilise ses compétences en français et en allemand pour interroger les prisonniers de guerre et obtient le grade de sergent major.
Cette expérience l’a sans doute affecté émotionnellement : il est parmi les premiers soldats à pénétrer dans les camps de concentration libérés et il est hospitalisé en 1945 pour soigner un syndrome de stress post-traumatique. Elle est probablement à l’origine de certains de ses écrits, comme Pour Esmé, avec amour et abjection où le narrateur incarne un soldat traumatisé. Il continue à publier ses nouvelles dans des magazines tels que le Collier's et le Saturday Evening Post pendant et après son engagement militaire.

## Carrière littéraire
À partir de 1948, il commence véritablement à se faire connaître avec la publication de nouvelles, telles que Oncle déglingué au Connecticut ou encore Un jour rêvé pour le poisson-banane (titre original : A Perfect Day for Bananafish) dans le journal New Yorker. Reconnue par la critique, Un jour rêvé pour le poisson-banane devient l’une des nouvelles les plus populaires du journal.
Il ne s'agit pas de sa première collaboration avec le New Yorker, puisque la nouvelle Slight Rebellion off Madison avait été acceptée en 1941 par le journal (cf. supra).

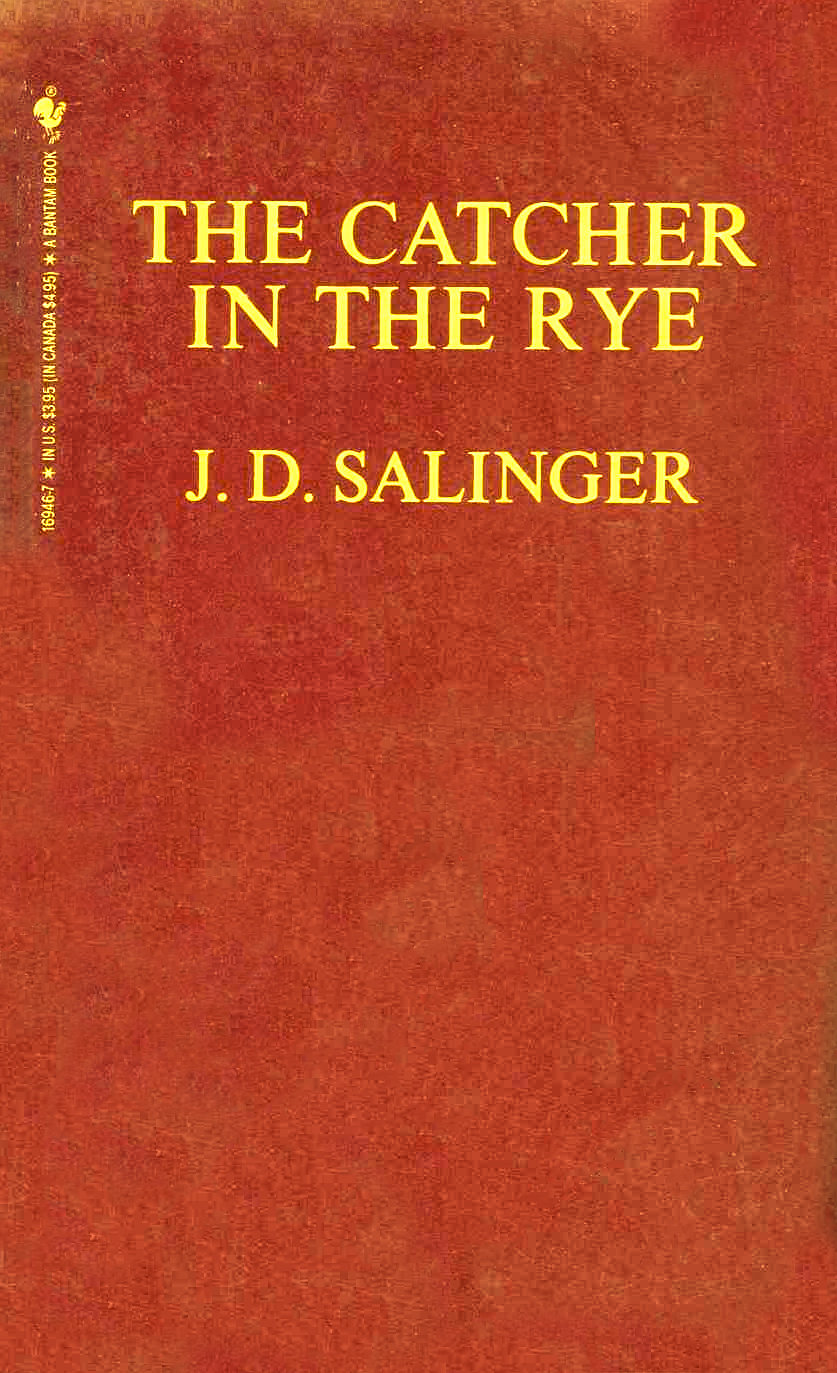
Titre original de L'Attrape-cœurs : The Catcher in the Rye

Salinger souhaite consacrer un roman au personnage d'Holden Caulfield issu de sa nouvelle Slight Rebellion off Madison. C'est ainsi que L'Attrape-cœurs (titre original : The Catcher in the Rye) est publié en 1951. Le livre devient peu à peu un succès, les premières critiques étant partagées. Bien que Salinger ne l'ait jamais confirmé, plusieurs éléments du livre semblent autobiographiques. Le roman est dominé par le caractère complexe d'Holden Caulfield, un jeune homme de seize ans, perdu et seul, qui cherche vainement à communiquer avec les autres. Le récit raconte l’expérience de cet adolescent en souffrance.
L'Attrape-cœurs devient célèbre grâce au sens du détail, au langage familier et à la vision du monde désabusée de Salinger ; il est apprécié également pour son humour décalé et pour l'atmosphère sinistre de la ville de New York qu'il dépeint. De nos jours, le livre est encore particulièrement lu aux États-Unis où il est largement étudié dans les écoles ; il est considéré comme une référence pour son approche du mal-être et du désarroi propres à l’adolescence. Le roman a cependant été souvent contesté aux États-Unis en raison de l’utilisation d’un langage familier et injurieux ; « sacré bon dieu (goddam) » apparaît plusieurs fois dans le livre.
En 1953, Salinger réunit sept nouvelles déjà publiées dans le New Yorker (dont le poisson-banane), ainsi que deux autres qui avaient été refusées, dans un recueil intitulé Nine Stories aux États-Unis. Pour Esme, avec amour et abjection est l'une de ses histoires les plus appréciées au Royaume-Uni. Nine Stories est plus tard traduit en français (par Jean-Baptiste Rossi) et publié sous le titre de Nouvelles. Salinger commence à contrôler étroitement la publicité accordée au livre en plus de l’illustration de la jaquette. Le livre est un succès.
Salinger publie ensuite Franny and Zooey en 1961 et Dressez haut la poutre maîtresse, charpentiers (titre original : Raise High the Roof Beam, Carpenters) en 1963. Tous deux sont des recueils de nouvelles publiées à l’origine dans le New Yorker.

### Isolement
Avec la notoriété apportée par L'Attrape-cœurs, Salinger commence à se renfermer sur lui-même. En 1953, il quitte New York pour la petite ville de Cornish, dans le New Hampshire. Lors de son arrivée à Cornish, il est encore sociable, particulièrement avec les lycéens, qui le considèrent comme l’un des leurs. Puis un entretien qu’il a accordé au journal du lycée se retrouve publié dans le journal local ; dès lors Salinger évite presque tout le monde, sort peu en ville, ne voyant régulièrement que son ami proche, Learned Hand, un juriste.
D’après son biographe Ian Hamilton, Salinger se serait senti trahi. Sa dernière publication, Hapworth 16, 1924, une nouvelle épistolaire, paraît dans le New Yorker en juin 1965. Il semblerait qu’il était sur le point de publier d’autres écrits dans les années 1970, mais qu’il se ravisa au dernier moment. En 1978, le magazine Newsweek rapporte que lors d’un banquet donné en l’honneur de l’un de ses amis de l’armée, Salinger aurait déclaré avoir terminé un « livre romantique se déroulant durant la Seconde Guerre mondiale », or rien n'est publié.

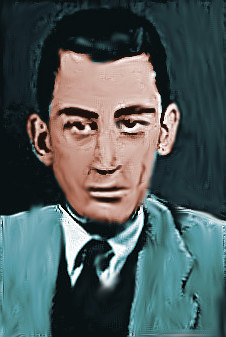
Portrait de Salinger.

L'écrivain fuit toute exposition médiatique (« C’est ma conviction, assez subversive, qu’un écrivain doit suivre son inclination s’il veut rester dans l’anonymat et l’ombre », écrit-il) et devient malgré lui une figure mythique.
Lorsque J. D. Salinger apprend que l’auteur anglais Ian Hamilton veut publier une biographie comportant des lettres qu'il avait écrites à d’autres auteurs ou à des amis, l'écrivain attaque Hamilton en justice pour empêcher la publication. Le livre paraît pourtant, avec le contenu des lettres paraphrasées. Un tribunal  statue que même si quelqu’un possède matériellement une lettre, son contenu appartient toujours à l’auteur.
Effet involontaire du procès : de nombreux détails de la vie privée de Salinger, notamment le fait qu’il aurait écrit deux romans et de nombreuses nouvelles sans jamais les publier, sont rendus publics dans les retranscriptions des auditions.
En 1949, Salinger autorise le réalisateur Mark Robson à porter l'une de ses œuvres à l'écran, pour sa nouvelle Uncle Wiggily in Connecticut (Oncle déglingué au Connecticut), adaptée sous le titre My Foolish Heart. Ayant détesté le résultat, Salinger refuse ensuite de céder ses droits, malgré de nombreuses tentatives des studios d'adapter L'Attrape-cœurs au cinéma.
Salinger surprend tout le monde quand il donne la permission à Orchises Press, un petit éditeur, de publier Hapworth 16, 1924, sa dernière nouvelle parue (dans le New Yorker en juin 1965), jamais éditée. Sa publication est initialement prévue en 1997 et apparaît dans les catalogues des libraires, mais cette date est repoussée plusieurs fois ; en 2011, le livre est retiré définitivement des catalogues d’Amazon.

### Spiritualité
Pendant les années 1940, il se passionne pour le bouddhisme zen au point d'organiser une rencontre avec Daisetz Teitaro Suzuki (Suzuki Daisetsu 鈴木大拙), un des précurseurs du bouddhisme et du zen en occident. Cet intérêt transparaît implicitement et explicitement dans Zooey paru en 1957 dans le New Yorker.
Il a longtemps été disciple de l’hindouisme Advaita Vedānta, comme l’a raconté en détail Som P. Ranchan dans son livre An Adventure in Vedanta: J.D. Salinger’s the Glass Family (1990). Sa fille a également rapporté qu’il a, durant une période, été séduit par la scientologie.

### Mort
En 2009, sa hanche se fracture et sa santé se détériore. J. D. Salinger meurt le 27 janvier 2010 à l’âge de 91 ans à son domicile du New Hampshire. À la demande de la famille, J. D. Salinger n'a pas de cérémonie funéraire.

### Vie privée
Salinger est brièvement marié à l'Allemande Sylvia Welter de 1945 à 1947, puis se remarie en 1955 avec Claire Douglas (née en 1933), alors étudiante à Radcliffe. Ensemble, ils ont une fille, Margaret Ann Salinger (née en décembre 1955) et un fils, Matt Salinger (né en février 1960). Le couple divorce en 1967.
J. D. Salinger a été en couple avec l'actrice Elaine Joyce dans les années 1980. Leur relation a pris fin quand il rencontra Colleen O'Neill, qu'il épousa en 1988.
En 1998, Joyce Maynard publie un récit autobiographique Et devant moi, le monde, qui raconte sa vie et notamment la relation qu'elle a entretenue avec Salinger en 1972, alors qu'elle était une jeune écrivaine de 18 ans et que lui était un quinquagénaire. Salinger aimait correspondre avec des jeunes femmes.
En 1999, une controverse naît lorsque Joyce Maynard se sépare des lettres de Salinger qui lui étaient destinées, arguant du fait qu'elle s'était sentie « exploitée » par Salinger durant leur relation et de la cruauté de leur rupture (cf. son récit autobiographique Et devant moi, le monde). L’informaticien Peter Norton achète les lettres pour la somme de 156 000 $ et annonce son intention de les rendre à Salinger.
En 2000, des tensions apparaissent entre Salinger et sa fille, Margaret, lorsqu'elle publie L’Attrape-Rêves (titre original : Dream Catcher : A Memoir). Dans ce livre à propos de son enfance et de son père, elle rapporte que l'écrivain obligeait sa famille à vivre dans l'isolement. Elle écrit : « Contrairement à moi, ses héros de dix ans, mes frères et sœurs de fiction, étaient les reflets parfaits et irréprochables de tout ce que mon père aimait […] Dans son monde, tout défaut est une déloyauté et fait de vous un traître. Pas étonnant que sa vie soit si vide d'êtres humains vivants et que son monde fictionnel donne tant d'importance au suicide ». L’auteur ne fit rien pour arrêter la publication du livre et n’adressa plus jamais la parole à sa fille.
Matt Salinger, acteur principalement connu pour son rôle dans le film Captain America et en bons termes avec son père, déclara au Sunday Times à propos du livre de sa sœur : « Je vois bien qu'elle est rongée par la colère, mais il n'était pas juste pour autant de publier un livre, c'est même plutôt pitoyable ».

## Autour de Salinger

### Hommages

#### Littérature

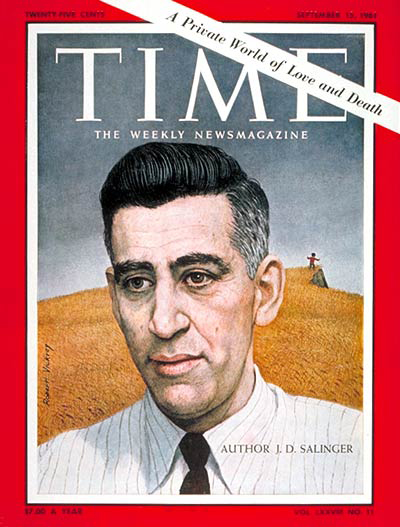
J. D. Salinger faisant la couverture du Time en 1961.

En 1980, dans le livre Shoeless Joe, W.P. Kinsella met en scène J. D. Salinger en fan de baseball. Ce personnage sera remplacé par un écrivain imaginaire dans l’adaptation du roman au cinéma sous le titre Jusqu'au bout du rêve.
En 1985, Akimi Yoshida publie le manga Banana Fish dans le Betsucomi dont le titre fait référence à la nouvelle Un jour rêvé pour le poisson-banane (Titre original : A Perfect Day for Bananafish).
Éric Neuhoff dans son roman, Un bien fou (Albin Michel, 2001), met en scène un écrivain américain célèbre et acariâtre qui vit reclus : Sebastien Bruckinger.
En 2002, plus de 80 lettres d’écrivains, critiques et fans adressées à Salinger sont publiées dans le livre Letters to J. D. Salinger, édité par Chris Kubica.
En 2014, Frédéric Beigbeder publie Oona et Salinger (Grasset) dans lequel il raconte à sa manière l’histoire d’amour qui a lié l’auteur de L'Attrape-cœurs à Oona O'Neill, présentée comme l'une des premières it girls du début des années 1940.
Dans son livre Mon année Salinger (Albin Michel, 2014), Joanna Smith Rakoff raconte qu'à la fin des années 1990, elle travaille dans une agence littéraire à New York. Sa tâche la plus importante est de répondre par une lettre-type aux innombrables courriers d'admirateurs adressés à un client prestigieux, un certain Jerry. Elle découvre que cet homme sourd, qui fuit la société, se trouve être l'écrivain J. D. Salinger, et décide de répondre personnellement à certains fans.
En 2021, l'écrivain américain Jerome Charyn imagine, dans son roman Le sergent Salinger (Payot & Rivages), la vie du jeune soldat J. D. Salinger en Europe durant la Seconde Guerre Mondiale.

#### Musique
En 1984, Robert Smith du groupe The Cure lui dédie une chanson, Bananafishbones, qui figure sur l’album The Top.
En 1990, le groupe français Indochine lui dédie une chanson, Des fleurs pour Salinger (qui figure dans l’album Le Baiser).
En 1992, le groupe de punk-rock californien Green Day compose une chanson intitulée Who Wrote Holden Caulfield?.

#### Cinéma
Le film À la rencontre de Forrester (Finding Forrester, 2001) de Gus Van Sant, met en scène un vieil écrivain solitaire et bourru, qui s’est retiré du monde après avoir publié un unique chef-d’œuvre. Sean Connery, qui joue William Forrester, a déclaré qu'il s'est inspiré de Salinger pour ce rôle.
Le livre Mon année Salinger a été adapté en 2020 par le cinéaste canadien Philippe Falardeau : Mon année à New York. J. D. Salinger est joué par Tim Post dans un rôle secondaire.
Dans le film Le Monde de Charlie de Stephen Chbosky, le professeur d'anglais (joué par Paul Rudd) de Charlie lui donne L'Attrape- cœurs de J. D. Salinger en lui disant que c'était son livre préféré dans sa jeunesse.

#### Télévision
La série d’animation japonaise Ghost in the Shell: Stand Alone Complex, basée sur le célèbre manga de Shirow Masamune Ghost in the Shell diffusée au Japon entre 2002 et 2003, comporte de nombreuses références à l’univers de Salinger, notamment à son roman L’Attrape-cœurs qui devient le livre de chevet d’un des enquêteurs dans les derniers épisodes de la saison 1 de la série (voir épisode 20).
En 2007, l’auteur français Frédéric Beigbeder a réalisé un documentaire avec Jean-Marie Périer sur J. D. Salinger, L’attrape-Salinger. Dans ce documentaire, Beigbeder se met en scène, cherchant à comprendre et à rencontrer J. D. Salinger. Il clôt son documentaire devant le portail de la maison de J. D. Salinger.
En 2015, la saison 2 de la série animée BoJack Horseman diffusée sur Netflix met en scène dans un registre humoristique une version de J. D. Salinger à l'opposé de son image dans la vraie vie. Dans la série, le personnage est reconverti en producteur d'émission de TV réalité abrutissante.
En 2018, adaptation en série animée du manga de Akimi Yoshida : Banana Fish.

## Œuvre
Les titres sont indiqués dans leur version originale, les titres traduits en français apparaissent entre parenthèses quand ils existent. Le premier niveau indique la date de publication du livre (roman ou recueil), le second indique la date de la première publication de la nouvelle. Les nouvelles qui n’ont jamais été éditées dans un recueil sont visibles plus bas.
Plusieurs de ces histoires tournent autour de la famille Glass ou d'Holden Caulfield.
Les traductions françaises de L'Attrape-cœurs et Nouvelles sont l’œuvre de Jean-Baptiste Rossi, également connu sous le pseudonyme de Sébastien Japrisot. La traduction de Franny and Zooey est signée Bernard Willerval. La traduction la plus récente de L'Attrape-cœurs est signée Annie Saumont.

### Publié et édité

#### Roman
- The Catcher in the Rye, 1951 (L'Attrape-cœurs) Holden Caulfield

1. Trad. Jean-Baptiste Rossi. Paris : R. Laffont, 1953, 255 p. (Pavillons)
2. Trad. Jean-Baptiste Rossi. Paris : le Livre de Poche, 1967, 384 p. (Le Livre de poche ; 2108). Réimpr. 1969
3. Trad. Jean-Baptiste Rossi. Paris : le Livre de Poche, 1982, 384 p. (Le Livre de poche ; 2108).
4. Trad. Jean-Baptiste Rossi. Paris : Librairie générale française, 1984, 282 p. (Le Livre de poche ; 2108).  (ISBN 2-253-00978-4)
5. Trad. Annie Saumont. Paris : R. Laffont, 1986, 237 p. (Pavillons).  (ISBN 2-221-04957-8)
6. Trad. Annie Saumont. Paris : Librairie générale française, 1991, 255 p. (Le livre de poche ; 2108).  (ISBN 2-253-00978-4)
7. Trad. Annie Saumont. Paris : Pocket, 1994, 252 p. (Pocket ; 4230).  (ISBN 2-266-06233-6)
8. Trad. Sébastien Japrisot (Jean-Baptiste Rossi). Paris : R. Laffont, 1996, 258 p. (Pavillons).  (ISBN 2-221-08339-3)
9. Trad. Annie Saumont. Paris : Pocket, 2005, 257 p. (Pocket jeunes adultes). (Pocket jeunesse ; J1504).  (ISBN 2-266-14986-5)

#### Recueils de nouvelles
- Nine Stories, 1953 (Nouvelles)
  - A Perfect Day for Bananafish, 1948 (Un jour rêvé pour le poisson-banane, nouvelle prépubliée dans L'Express n° 543, 9 novembre 1961) Famille Glass
  - Uncle Wiggily in Connecticut, 1948 (Oncle déglingué au Connecticut) Famille Glass
  - Just Before the War with the Eskimos, 1948 (Juste avant la guerre avec les Esquimaux)
  - The Laughing Man, 1949 (L'Homme hilare)
  - Down at the Dinghy, 1949 (En bas, sur le canot) Famille Glass
  - For Esmé with Love and Squalor, 1950 (Pour Esmé, avec amour et abjection)
  - Pretty Mouth and Green My Eyes, 1951 (Jolie ma bouche et verts mes yeux)
  - De Daumier-Smith's Blue Period, 1952 (L'époque bleue de Daumier-Smith) -- seule nouvelle refusée par The New Yorker après qu'il a commencé à écrire pour eux
  - Teddy, 1953 (Teddy)

1. Nouvelles, trad. Jean-Baptiste Rossi, préf. Jean-Louis Curtis, Paris, R. Laffont, coll. « Pavillons », 1961, 269 p.
2. Neuf nouvelles, trad. J.-B. Rossi, Paris, Club des librairies de France, coll. « Fiction » n° 99, 1962, 273 p.

- Franny and Zooey, 1961 
  - Franny, 1955 Famille Glass
  - Zooey, 1957 Famille Glass

- Raise High the Roof Beam, Carpenters and Seymour: An Introduction, 1963
  - Raise High the Roof Beam, Carpenters, 1955 (Dressez haut la poutre maîtresse, charpentiers) Famille Glass
  - Seymour -- An Introduction, 1959 (Seymour: une introduction) Famille Glass

### Textes publiés dans des revues
- The Kit Book for soldiers, sailors and marines (1943)
  - The Hang of it (Publication originale: Collier's CVIII, 12 juillet 1941, page 22)
- Post Stories 1942-45. Ed: Ben Hibbs (1946)
  - A Boy in France (Publication originale: Saturday Evening Post CCXVII, 31 mars 1945, pages 21, 92 )
- Best American Short Stories 1949. Ed: Martha Foley (1949)
  - A Girl I Knew (Publication originale: Good Housekeeping 126, Février 1948, pages 37, 186-196, Titre d'origine: Wien, Wien)
- Story: The fiction of the forties. Ed: Whit Burnett (1949)
  - The Long Debut of Lois Taggett (Publication originale: Story XXI, Septembre/octobre 1942, pages 28–34 )
- The Armchair Esquire. Ed: L. Rust Hills (1959)
  - This Sandwich Has no Mayonnaise (Publication originale: Esquire XXIV, Octobre 1945, pages 54–56, 147-149 ) Holden Caulfield
- Fiction: Form & Experience. Ed: William M. Jones (1969)
  - Go See Eddie (Publication originale: The Kansas Review VII, Décembre 1940, pages 121-124)
- Wonderful Town: New York Stories from the New Yorker. Ed: David Remnick (2000)
  - Slight Rebellion Off Madison (Publication originale: The New Yorker, 22 décembre 1946, 76-79 ou 82-86 ) Holden Caulfield
- The Young Folks, Story XVI, Mars-Avril 1940, pages 26–36.
- The Heart of a Broken Story , Esquire XVI, Septembre 1941, Page 32, 131-133.
- Personal Notes on an Infantryman , Collier's CX, 12 décembre 1942, page 96.
- The Varioni Brothers , Saturday Evening Post CCXVI, 17 juillet 1943, pages 12–13, 76-77.
- Both Parties Concerned (Titre d'origine : Wake Me When it Thunders), Saturday Evening Post CCXVI, 26 février 1944, pages 14 et 47.
- Soft Boiled Sergeant (Titre d'origine : Death of a Dogface), Saturday Evening Post CCXVI, 15 avril 1944, pages 18, 32, 82-85.
- Last Day of the Last Furlough Holden Caulfield, Saturday Evening Post CCXVII, 15 juillet 1944, pages 26–27, 61-62, 64.
- Once a Week Won't Kill You

Story XXV, Novembre/décembre 1944, pages 23–27
- Elaine (en)

Story XXV, Mars/avril 1945, pages 38–47
- The Stranger

Collier's CXVI, 1er décembre 1945, pages 18, 77
- I'm Crazy Holden Caulfield

Collier's CXVI, 22 décembre 1945, pages 36, 48, 51
- A Young Girl in 1941 with No Waist at All

Mademoiselle 25, Mai 1947, pages 222-223, 292-302
- The Inverted Forest

Cosmopolitan, Décembre 1947, pages 73–109
- Blue Melody (Titre d'origine: Scratchy Needle on a Phonograph Record)

Cosmopolitan, Septembre 1948, pages 50–51, 112-119
- Hapworth 16, 1924 Famille Glass - dernière œuvre connue de Salinger

The New Yorker, 19 juin 1965, pages 32–113

### Textes inédits connus

#### À la bibliothèque de Princeton
- The Ocean Full of Bowling Balls (date inconnue) Holden Caulfield
- The Last and Best of the Peter Pans (date inconnue) Holden Caulfield
- The Magic Foxhole (1945)
- Two Lonely Men (1944)
- The Children's Echelon (1944)

### Études et biographies
- Belcher, William F. et James W. Lee. eds. J. D. Salinger and the Critics. Belmont, Calif.: Wadsworth Pub. Co., 1962.
- Bloom, Harold. éd. J. D. Salinger. NY: Chelsea, 1987.
- French, Warren G. J. D. Salinger Revisited. Boston: Twayne Publishers, 1988.
- Hamilton, Ian. In Search of J. D. Salinger. NY: Random House, 1988.
- Laser, Marvin et Norman Fruman. eds. Studies in J. D. Salinger: Reviews, Essays, and Critiques of The Catcher in the Rye and Other Fiction. NY: Odyssey, 1963.
- Lundquist, James. J. D. Salinger. NY: F. Ungar Pub. Co., 1979.
- Miller, James E., Jr. J. D. Salinger. Minneapolis: U of Minnesota P, 1965.
- Salzberg, Joel. Critical Essays on Salinger’s 'The Catcher in the Rye'. Boston, Mass.: G.K. Hall, 1990.
- Wenke, John P. J. D. Salinger: a Study of the Short Fiction. Boston: Twayne Publishers, 1991.
- Alexander, Paul. Salinger: a Biography. Renaissance Books, 2000.
- Denis Demonpion, Salinger intime : Enquête sur l'auteur de L'Attrape-cœurs. Paris : Robert Laffont, 01/2018, 397 p.  (ISBN 978-2-221-20081-0). Prix Goncourt de la Biographie Edmonde Charles-Roux 2018.